# Caecilia tenuissima
Espèce
Statut de conservation UICN

 DD  : Données insuffisantes
Caecilia tenuissima est une espèce de gymnophiones de la famille des Caeciliidae.

## Répartition
Cette espèce se rencontre à très basse altitude :
- dans les environs de Guayaquil en Équateur ;
- dans le Sud-Ouest du Nariño en Colombie.

## Publication originale
- Taylor, 1973 : A caecilian miscellany. University of Kansas Science Bulletin, vol. 50, no 5, p. 187-231 (texte intégral).